# Außerordentlicher FDP-Bundesparteitag 1983
Koordinaten: 47° 59′ 12,7″ N, 7° 52′ 21,7″ O

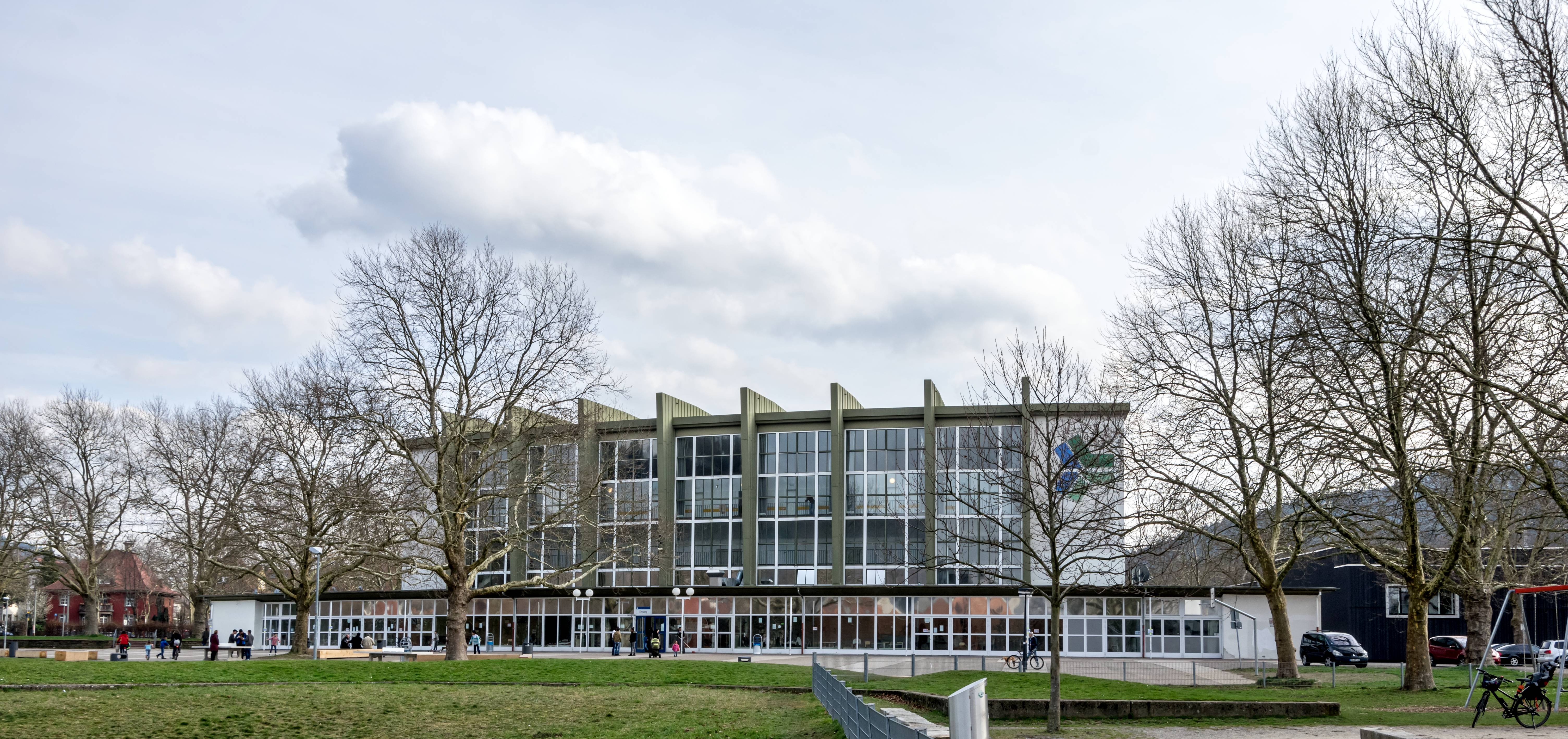
Stadthalle Freiburg

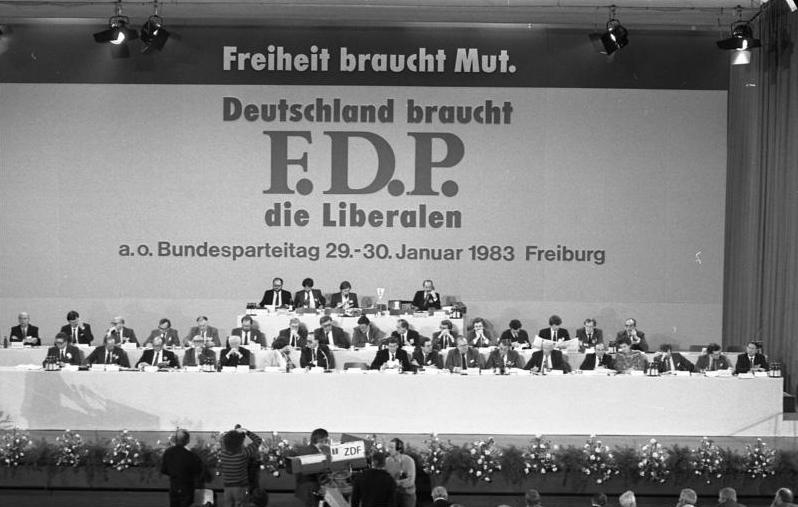
FDP-Bundesparteitag in Freiburg

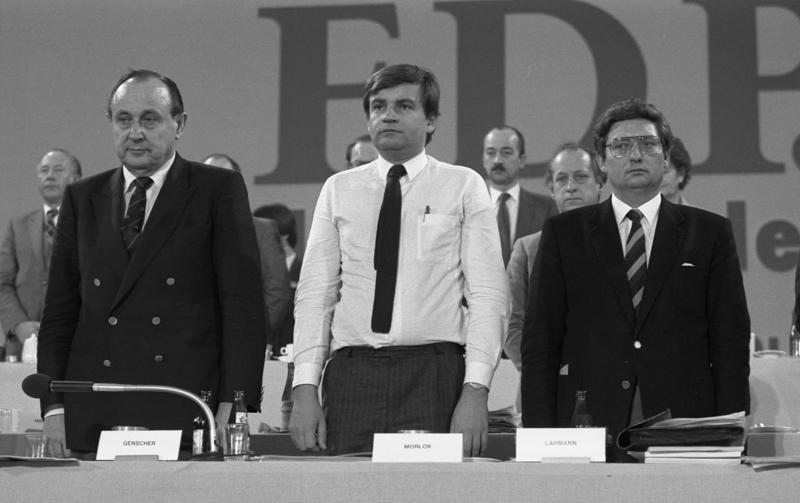
Genscher, Morlok und Lahmann auf dem FDP-Bundesparteitag in Freiburg (v. l. n. r.)

Den außerordentlichen Bundesparteitag 1983 hielt die FDP am 29. und 30. Januar 1983 in der Stadthalle in Freiburg im Breisgau ab. Es handelte sich um den 8. außerordentlichen Bundesparteitag der FDP in der Bundesrepublik Deutschland.

## Verlauf
Auf diesem Parteitag unter dem Motto „Freiheit braucht Mut. Deutschland braucht F.D.P. die Liberalen“ verabschiedete die FDP ihre „Wahlaussage“ für die Bundestagswahl 1983. Diese enthielt folgende Abschnitte: die liberalen Positionen, Wirtschafts-, Finanz- und Sozialpolitik, Friedenspolitik, Gesellschafts-, Innen- und Rechtspolitik, Umweltpolitik, weitere Aufgaben der Zukunft.

## Delegiertenschlüssel

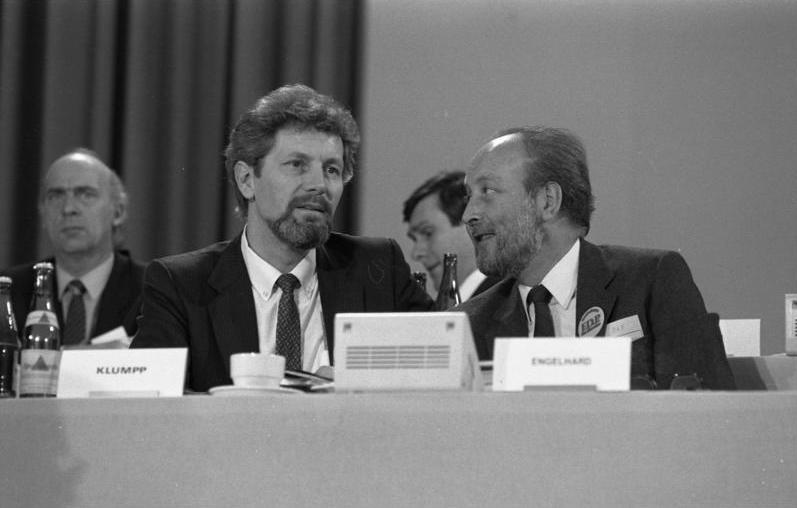
Olaf Feldmann und Bundesjustizminister Hans A. Engelhard (v. l. n. r.)

Insgesamt wurden zum Bundesparteitag 400 Delegierte eingeladen. Nach dem Mitgliederstand der Landesverbände zum 31. Dezember 1981 (200 Delegierte) und den Wählerstimmenzahlen (200 Delegierte) der Bundestagswahl vom 5. Oktober 1980 (Berlin: Wahl zum Abgeordnetenhaus vom 10. Mai 1981) standen den Landesverbänden für die Amtszeit der Delegierten, die am 1. Mai 1982 begann und am 30. April 1984 endete, die folgenden Delegiertenrechte zu. Die Berechnung durch die Bundesgeschäftsstelle erfolgte am 19. Januar 1982 und wurde den Landesverbänden mitgeteilt.
Nach dem Mitgliederbestand der Landesverbände und den Wählerstimmen ergab sich folgender Delegiertenschlüssel:
| Delegiertenrechte zum Bundesparteitag | Delegiertenrechte zum Bundesparteitag | Delegiertenrechte zum Bundesparteitag | Delegiertenrechte zum Bundesparteitag | Delegiertenrechte zum Bundesparteitag | Delegiertenrechte zum Bundesparteitag | Delegiertenrechte zum Bundesparteitag |
| Landesverband                         | Delegierte nach Mitgliederzahl        | Delegierte nach Mitgliederzahl        | Delegierte nach Wählerstimmen         | Delegierte nach Wählerstimmen         | Summe                                 | Stand 25. Januar 1980                 |
| ------------------------------------- | ------------------------------------- | ------------------------------------- | ------------------------------------- | ------------------------------------- | ------------------------------------- | ------------------------------------- |
| Baden-Württemberg                     | 9.337                                 | 22                                    | 654.882                               | 32                                    | 54                                    | 53                                    |
| Bayern                                | 9.153                                 | 21                                    | 532.620                               | 26                                    | 47                                    | 48                                    |
| Berlin                                | 2.481                                 | 6                                     | 70.529                                | 3                                     | 9                                     | 13                                    |
| Bremen                                | 886                                   | 2                                     | 68.720                                | 3                                     | 5                                     | 6                                     |
| Hamburg                               | 2.279                                 | 5                                     | 155.701                               | 8                                     | 13                                    | 13                                    |
| Hessen                                | 10.290                                | 24                                    | 377.448                               | 18                                    | 42                                    | 42                                    |
| Niedersachsen                         | 10.484                                | 24                                    | 535.914                               | 26                                    | 50                                    | 46                                    |
| Nordrhein-Westfalen                   | 26.311                                | 61                                    | 1.191.643                             | 58                                    | 119                                   | 119                                   |
| Rheinland-Pfalz                       | 6.645                                 | 15                                    | 239.921                               | 12                                    | 27                                    | 28                                    |
| Saarland                              | 4.320                                 | 10                                    | 57.598                                | 3                                     | 13                                    | 12                                    |
| Schleswig-Holstein                    | 4.561                                 | 10                                    | 216.552                               | 11                                    | 21                                    | 20                                    |
| Bundesgebiet mit Berlin               | 86.747                                | 200                                   | 4.101.528                             | 200                                   | 400                                   | 400                                   |
| Bundesgebiet ohne Berlin              |                                       |                                       | 4.030.999                             |                                       |                                       |                                       |

## Koalitionsaussage
Zur Bundestagswahl 1983 wurde eine Koalitionsaussage verabschiedet: „Die Freie Demokratische Partei erklärt ihren Willen zur Fortsetzung der Koalition mit der CDU/CSU für die nächste Legislaturperiode. Sie ist entschlossen, diese Koalition unter Verwirklichung eines Höchstmaßes an liberaler Politik zu einem Erfolg für unser Land zu machen unter der Voraussetzung, dass die CDU/CSU nicht die absolute Mehrheit erreicht“.

## Wahlen
Da Andreas von Schoeler, der auf dem Bundesparteitag im November 1982 in den Bundesvorstand gewählt worden war, die FDP verlassen hatte, erfolgte eine Nachwahl für den Vorstand. Gewählt wurde Wolfgang Gerhardt, der kurz vorher zum Vorsitzenden der FDP Hessen gewählt worden war.

## Jugendarbeit der Partei
Nach der Trennung der Jungdemokraten von der FDP wurden in einem Beschluss zur Jugendarbeit die Jungen Liberalen (JuLIs) von der FDP anerkannt. Der Antrag erhielt bei 361 abgegebenen Stimmen mit 263 Ja-Stimmen, 92 Nein-Stimmen, 3 Enthaltungen (3 Stimmen waren ungültig) eine deutliche Mehrheit. Im Rahmen einer Satzungsänderung wurden die Jungdemokraten aus der Satzung gestrichen, allerdings die Jungen Liberalen nicht namentlich als Jugendorganisation erwähnt. Die Satzungsänderung wurde mit dem notwendigen Quorum (Abg. 389 // Ja: 269 // Nein: 111 // Enth: 6 // Ungültig: 3 // Quorum: 269) beschlossen.

## Sonstiges
Zur Vorbereitung des Parteitages tagten direkt in Freiburg das Präsidium am 28. Januar um 13:00 Uhr und um 15:00 der Bundesvorstand.

## Dokumente

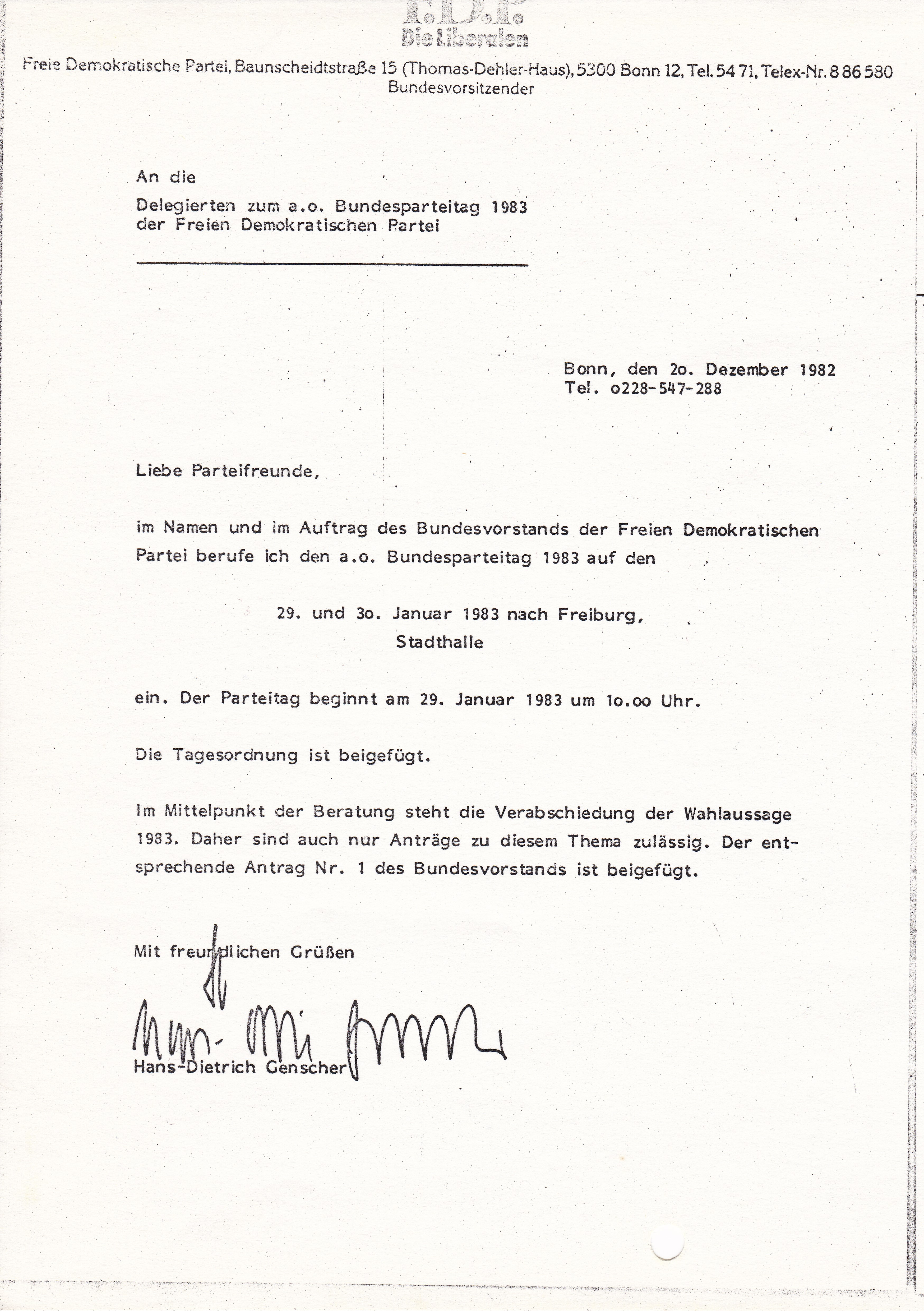
Einladung zum Außerordentlichen FDP-Bundesparteitag vom 20. Dezember 1982 an die Delegierten
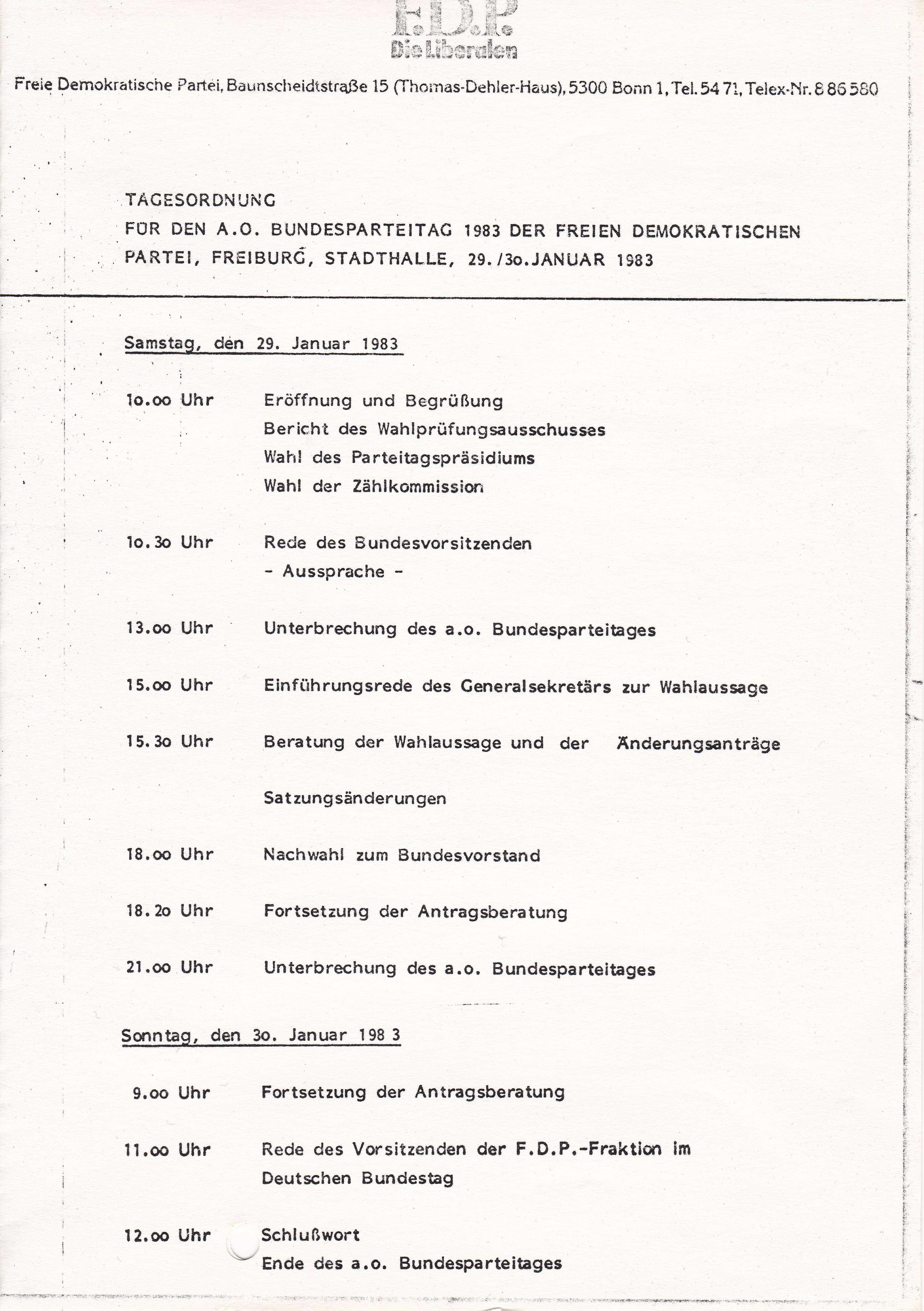
Tagesordnung für den Außerordentlichen FDP-Bundesparteitag
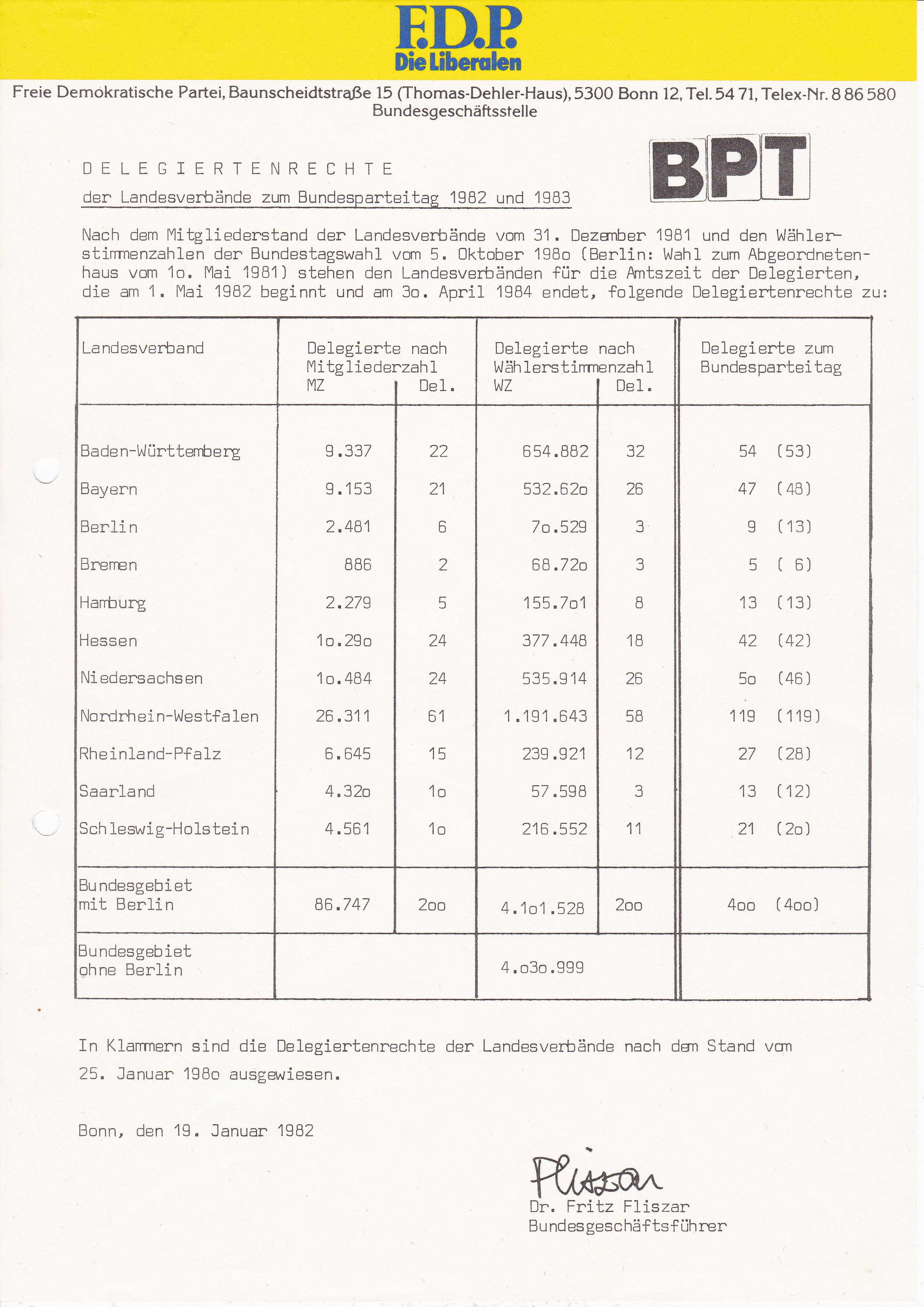
Berechnung der Delegiertenrechte zum Bundesparteitag durch die Bundesgeschäftsstelle